# Giấc mơ lặp lại

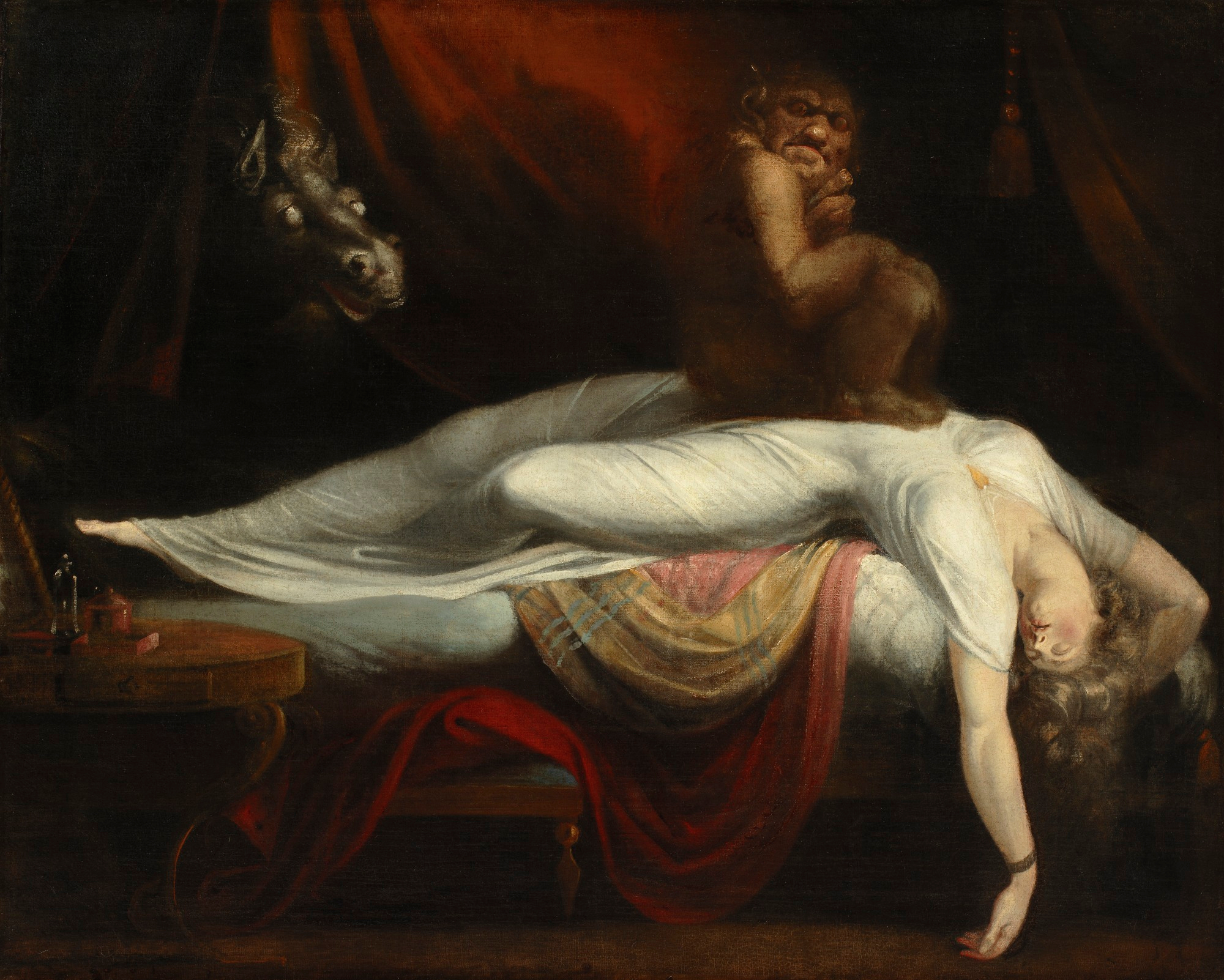
Ác mộng bị bóng đè cũng là giấc mơ lặp lại

Giấc mơ lặp lại (Recurring dream) hay Trùng phục mộng (重複夢/再現夢) là một giấc mơ được trải nghiệm lặp đi lặp lại trong một thời gian dài. Chúng có thể dễ chịu hoặc là những cơn ác mộng triền miên và mang tính riêng biệt đối với người mơ và trải nghiệm của họ. Chủ đề phổ biến trong những giấc mơ tái diễn đã được xem xét thông qua các phân tích và nghiên cứu tâm lý, một số chủ đề tái diễn đã được xác định. Bao gồm giấc mơ bị rượt đuổi và truy đuổi, điều này đã được chứng minh nhiều lần là chủ đề tái diễn thường gặp nhất. Các chủ đề dưới đây được phát hiện là góp phần vào hơn một nửa số giấc mơ tái diễn. Những người mắc chứng rối loạn căng thẳng sau chấn thương thường gặp phải những giấc mơ lặp đi lặp lại. Những giấc mơ này được coi là ác mộng mãn tính, là một triệu chứng của PTSD. Một nghiên cứu cho thấy mức độ chấn thương có mối quan hệ tích cực với sự đau khổ liên quan đến giấc mơ. Nhiều bằng chứng cho thấy những giấc mơ tái diễn xảy ra trong thời gian căng thẳng gây lo lắng, lo âu và khi vấn đề được giải quyết, chúng sẽ không còn tái diễn nữa. Các nguyên nhân khác gồm rối loạn ám ảnh cưỡng chế và bị động kinh. Lý thuyết giấc mơ sáng suốt cho rằng một số người mơ theo dạng lặp lại và đó là hiện tượng bình thường.

## Chủ đề
Chủ đề của những giấc mơ tái diễn như: Nhiều giấc mơ thấy tình cảnh khó khăn trong việc tu sửa ngôi nhà, giấc mơ tái diễn cảnh răng rụng mà Sigmund Freud tin rằng nếu một người phụ nữ mơ thấy răng rụng liên tục, điều đó có nghĩa là cô ấy vô thức khao khát có con, và nếu một người đàn ông mơ thấy điều này, anh ta sợ bị thiến và hai tuyên bố này đều không có căn cứ. Thay vào đó, nghiên cứu đã tìm thấy mối liên hệ đáng kể giữa giấc mơ về việc răng rụng và kích ứng răng, thách thức quan điểm cho rằng những giấc mơ này chỉ đơn thuần là biểu tượng của sự đau khổ về mặt tâm lý. Khám phá những căn phòng mới trong nhà – Freud tin rằng nhà cửa tượng trưng cho cơ thể. Những người khác lại cho rằng việc tìm thấy những căn phòng mới tượng trưng cho việc người mơ khám phá ra những điều mới mẻ về bản thân hoặc tiềm năng của chính mình. Các chủ đề khác như mất kiểm soát phương tiện, không tìm được nhà vệ sinh, có khả năng bay (mơ thấy mình biết bay). Chủ đề của những giấc mơ tái diễn rất đa dạng, như bị giữ chặt hoặc không thể cử động (liên tưởng đến hiện tượng bóng đè), khỏa thân ở nơi công cộng, bị ở lại lớp hoặc trượt bài kiểm tra mà bạn không biết, phải quay lại trường cũ do bài tập chưa hoàn thành hoặc các vấn đề khác chưa được giải quyết mất khả năng nói, nói không được, thoát hiểm hoặc bị cuốn vào lốc xoáy hay tâm bão, đuối nước hoặc không thở được, tìm thấy đồ vật bị mất, không thể bật đèn trong nhà, ở bên người yêu, lỡ tàu xe, lỡ chuyến xe buýt, taxi, máy bay hoặc tàu hỏa, và có thể cố gắng đuổi theo, bị các loài vật hoặc kẻ giết người đuổi theo, thường là giấc mơ bị chó rượt cắn, nhà bốc cháy, rơi từ trên cao, sống lại những trải nghiệm đau thương, thảm họa hủy diệt.